# Vereinigung der Aufsichtsräte in Deutschland
Die Vereinigung der Aufsichtsräte in Deutschland e. V., kurz VARD, ist ein Berufsverband, der die Qualität der Aufsichtsratsarbeit in Deutschland fördern will. Die VARD vertritt die Aufsichtsräte auch auf internationaler Ebene, zum Beispiel als deutsches Mitglied in der European Confederation of Director’s Associations (ecoDa).

## Ziele
Der 2012 gegründete Berufsverband will im Dialog mit Medien, der Öffentlichkeit und der Politik den Aufsichtsräten eine Stimme geben. Dazu tritt er in der Öffentlichkeit für die jeweiligen Belange ein und wirkt durch Lobbyarbeit an Gesetzgebungs- und Regulierungsvorhaben im Bereich der Corporate Governance mit.
Der Verband ist in der Öffentlichen Liste über die Registrierung von Verbänden und deren Vertretern unter Nr. 2172 erfasst.

## Veranstaltungen
Die VARD veranstaltet zusammen mit dem Deutschen Corporate Governance Institut den Deutschen Aufsichtsratstag (DART). Der DART ist eine Veranstaltung, die dem fachlichen Austausch und der Vernetzung von Aufsichtsräten, Vorständen und Investoren dient. Auf der Veranstaltung werden halbjährlich aktuelle Themen und Entwicklungen der Corporate-Governance-Szene diskutiert. Redner der Veranstaltung sind oftmals Aufsichtsratsvorsitzende und -mitglieder deutscher DAX-Unternehmen sowie Mitglieder der Regierungskommission Deutscher Corporate Governance Kodex. Der zuletzt im November 2018 durchgeführte Aufsichtsratstag beschäftigte sich mit der Aufsicht von Unternehmen im Besitz einer Stiftung, kommunaler Aufsicht und Familienunternehmen.

## Mitglieder
Der Verband hat derzeit (Stand 2017) etwa 130 Mitglieder. Dazu gehören Aufsichtsräte, Beiräte und/oder Verwaltungsräte von der Eigentümer-Seite sowie Vorstände von kapitalmarktorientierten Unternehmen.

## Themen
Nach eigenen Angaben setzt sich die VARD dafür ein, die Qualität und Transparenz der Arbeit des Aufsichtsrates stetig zu verbessern, anerkannte Berufsstandards im Sinne deutscher Corporate Governance zu verankern und das Ansehen des Aufsichtsrats in der öffentlichen Meinung zu stärken.
Im Januar 2013 forderte der Verband den damaligen Aufsichtsratsvorsitzenden Gerhard Cromme von Thyssenkrupp in einem offenen Brief im Handelsblatt zum Rücktritt auf. Cromme legte am 8. März 2013 sein Amt mit Wirkung zum 31. März nieder. Der Verband kritisierte auch die Rolle des damaligen Aufsichtsrats Berthold Beitz als Chef der Krupp-Stiftung in der „Krupp-Krise“.
Kritisch äußerte sich der Verband 2014 zur Frauenquote in Aufsichtsräten.
2015 forderte der Verband den regierenden Bürgermeister von Berlin Michael Müller zum Verzicht auf den Aufsichtsratsposten beim Flughafen Berlin Brandenburg (BER) auf. Als Begründung gab der Verbandsvorsitzende an, Müller würde dem „Berufsstand und dem Ansehen der Aufsichtsräte in Deutschland Schaden zufügen“. Politiker sollten sich aus Aufsichtsgremien zurückziehen, da sie als Öffentlicher Auftraggeber bereits die Kontrolle über das Kapital hätten und somit in die Gesellschafterversammlung und nicht in den Aufsichtsrat gehörten.
2016 äußerte sich der Verband kritisch zur Rückkehr von Uli Hoeneß als Präsident des FC Bayern München.
2017 definierte der VARD zwölf Berufsgrundsätze, unter anderem Unabhängigkeit, Sorgfalt und die Bereitschaft zu systematischer Fortbildung. Kritisch äußerte sich der VARD u. a. zur Führungskrise am Hauptstadtflughafen Berlin Brandenburg (BER), wo nach Aussage des Verbandsvorsitzenden Peter Dehnen der Flughafen-Aufsichtsrat zu tief in operative Belange und damit in Aufgaben der Geschäftsführung eingreife. Ebenso kritisierte der Verband den Corporate Governance Kodex, wo nach Aussage des Verbandsvorsitzenden in dessen Präambel durch die Aufnahme einer Formulierung zum Leitbild des ehrbaren Kaufmanns eine größere Anzahl an Klagen drohen könne.